# نادي الاتحاد (أبو ظبي)
نادي الاتحاد نادي كرة قدم إماراتي من الأندية الخاصة يلعب في دوري الدرجة الثالثة الإماراتي ويقع في أبو ظبي.